# 大鸿
大鸿（?—?），中国上古人物。根据《史记·五帝本纪》记载，大鸿是黄帝的大臣。与风后、力牧、常先一起辅佐黄帝，鬼臾区号大鸿，死後葬在雍，即故鸿冢。《汉书·艺文志》有鬼容区兵法三篇。